# Sabrina (Sängerin)

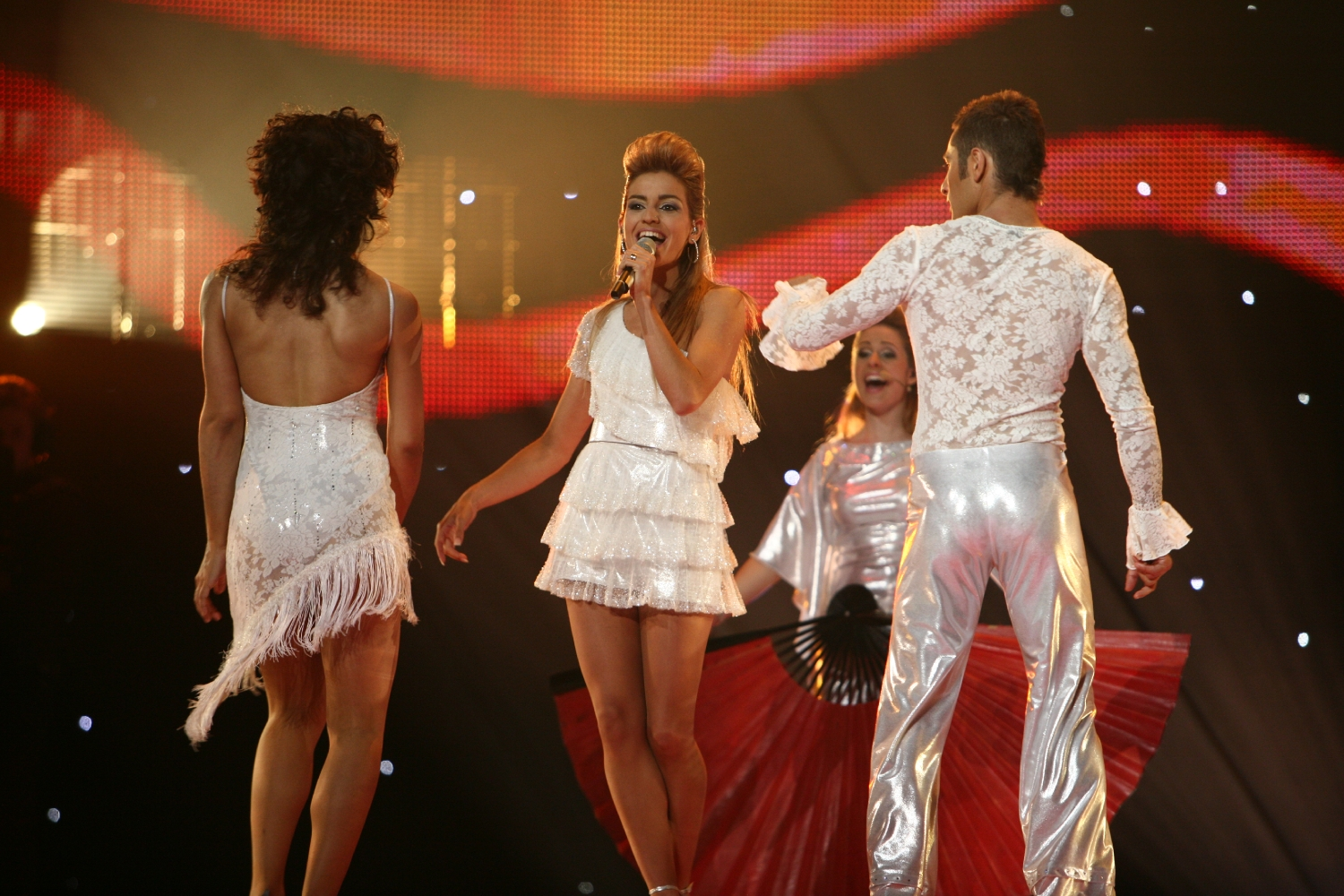
Sabrina beim Eurovision Song Contest 2007

Sabrina (* 30. März 1982 als Teresa Villa-Lobos in Setúbal) ist eine portugiesische Pop-Sängerin.

## Hintergrund
Sie repräsentierte Portugal im Halbfinale beim Eurovision Song Contest 2007 im finnischen Helsinki, mit dem Lied Dança Comigo, nachdem sie die Auswahl des nationalen Festival da Canção gewonnen hatte. Sie erhielt insgesamt 88 Punkte und erreichte damit Platz 11, womit sie das Finale verpasste. 2008 verkündete sie die portugiesischen Landespunkte.